# Санту-Ештеван-ду-Пенсу
Санту-Ештеван-ду-Пенсу (порт. Santo Estêvão do Penso; МФА: [ˈsɐ̃.tu ʃ.ˈte.vɐ̃w du ˈpẽ.su]) — парафія в Португалії, у муніципалітеті Брага. Розташована в північно-західній частині країни, на теренах історичної португальської провінції Дору-Міню. Входить до складу округу Брага. За адміністративним поділом, чинним до 1976 року, терени парафії були складовою провінції Міню. Належить до Бразької архідіоцезії Католицької церкви. Патрон — святий Стефан. Площа — 2,2404 км². Населення — 435 ос. (2011). Сильно урбанізований регіон. Густота населення — 194,16 осіб/км²
. Код — 030340.

## Назва
- Пенсу (Санту-Ештеван) (порт. Penso (Santo Estêvão)) — офіційна назва[5].

## Населення
| Кількість мешканців | Кількість мешканців | Кількість мешканців | Кількість мешканців | Кількість мешканців | Кількість мешканців | Кількість мешканців | Кількість мешканців | Кількість мешканців | Кількість мешканців | Кількість мешканців | Кількість мешканців | Кількість мешканців | Кількість мешканців | Кількість мешканців |
| ------------------- | ------------------- | ------------------- | ------------------- | ------------------- | ------------------- | ------------------- | ------------------- | ------------------- | ------------------- | ------------------- | ------------------- | ------------------- | ------------------- | ------------------- |
| 1864                | 1878                | 1890                | 1900                | 1911                | 1920                | 1930                | 1940                | 1950                | 1960                | 1970                | 1981                | 1991                | 2001                | 2011                |
| 332                 | 258                 | 275                 | 280                 | 282                 | 265                 | 272                 | 299                 | 328                 | 325                 | 357                 | 389                 | 386                 | 400                 | 435                 |